# Hadena luteocinnamomea
Hadena luteocinnamomea är en fjärilsart som beskrevs av Rothschild 1920. Hadena luteocinnamomea ingår i släktet Hadena och familjen nattflyn. Inga underarter finns listade i Catalogue of Life.